# Melectini
Tribu
Melectini est une tribu d'insectes hyménoptères de la famille des Apidae (une des familles d'abeilles).

## Liste des genres
Selon ITIS (24 février 2024) :
- Afromelecta Lieftinck, 1972
- Brachymelecta Linsley, 1939
- Melecta Latreille, 1802
- Sinomelecta Baker, 1997
- Tetralonioidella Strand, 1914
- Thyreomelecta  Rightmyer & Engel, 2003
- Thyreus Panzer, 1806
- Xeromelecta Linsley, 1939
- Zacosmia Ashmead, 1898